# Hiroshi Kuronaga
Hiroshi Kuronaga is een fictief persoon uit de film Battle Royale. Hij werd gespeeld door acteur Yuuki Masuda.

## Voor Battle Royale
Hiroshi was een leerling van de fictieve Shiroiwa Junior High School. Hij was een derdeklasser en stond bekend als de kleinste jongen van de klas.

## Battle Royale
Hiroshi kreeg een dolk en ging vervolgens met de bende waar hij in zat naar het zuiden van het eiland, bij de kust. Even later kwam Kazuo Kiriyama. Deze schoot iedereen dood. Hiroshi was de eerste van deze bende die stierf en stierf als vijfde.